# Budiónovka

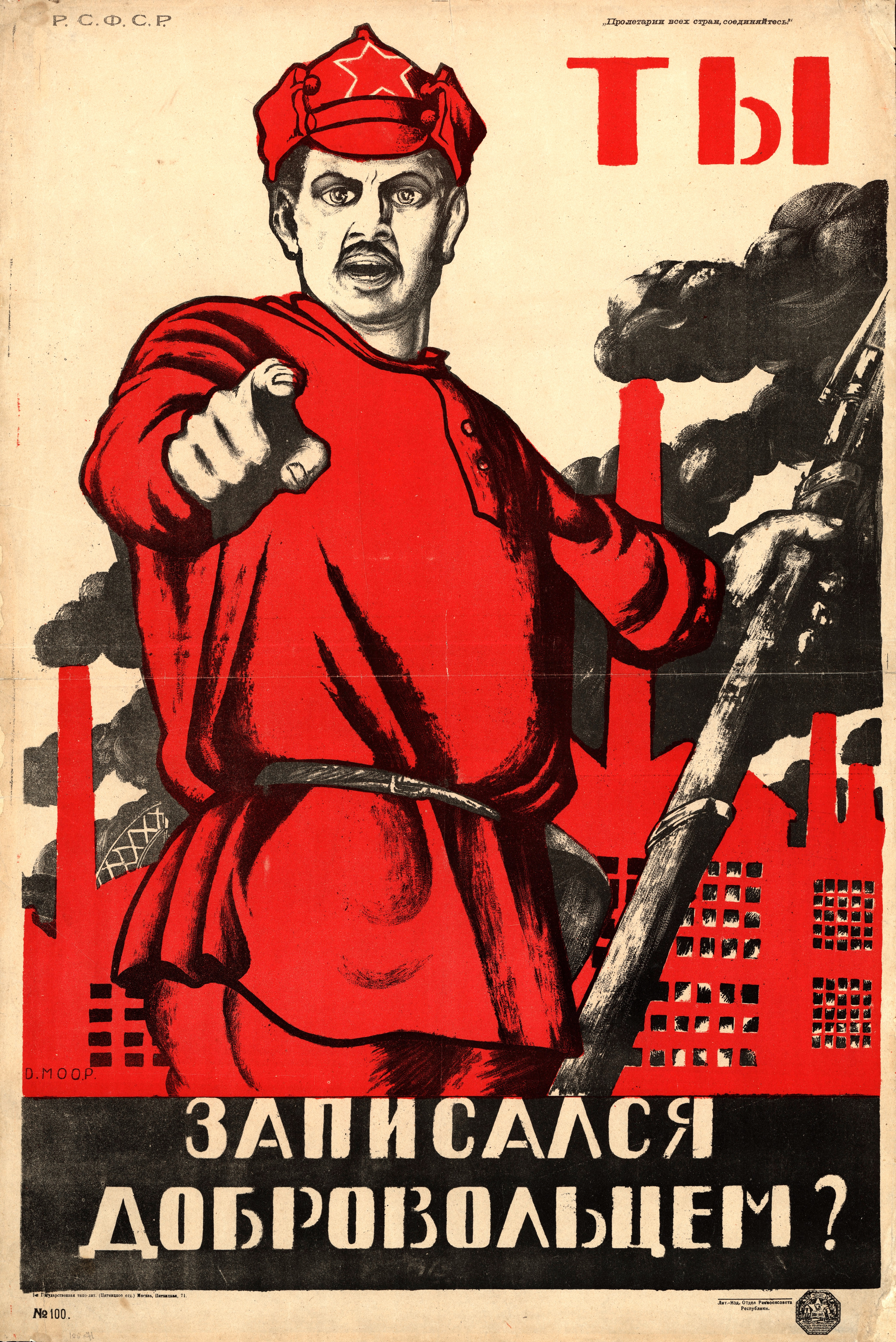
Cartaz " Já te inscreveste para ser voluntário? "(1920)

A budiónovka (em russo:  будёновка) é um tipo distintivo de chapéu, arquetípico dos uniformes militares comunistas da Guerra Civil Russa (1917-1922) e dos conflitos posteriores. Seu nome oficial era "capacete de casimira" (шлем суконный), mas ela acabou apelidada em referência ao comandante da cavalaria vermelha Semion Budionni. Também conhecida como bogatirka, em referência aos bogatirs, e frunzenka em referência ao comissário Mikhail Frunze, é um chapéu macio de lã, adaptado ao clima russo. Ele possui um pico e alças laterais, que podem ser dobradas ou abotoadas sob o queixo, neste caso cobrindo as orelhas e o pescoço.

## História
O chapéu foi criado como parte de um novo uniforme para o exército russo por Viktor Vasnetsov, um famoso pintor russo, e foi inspirado no capacete do povo Rus' de Kiev.
 Seu nome original era bogatirka (богатырка) - o chapéu de um bogatir - e tinha a intenção de inspirar as tropas russas conectando-as aos lendários heróis do folclore russo. A bogatirka foi criada como parte de um novo uniforme do Exército Imperial Russo, e chegou a ser produzida durante a Primeira Guerra Mundial, embora não tenha sido oficialmente adotada. Outra versão, bastante popular na Rússia, é que as bogatirkas foram projetadas para um desfile militar, como parte de um uniforme estilizado histórico que também incluía um sobretudo que evocava os usadas pelo streltsi nos séculos XVI a XVIII. Outros, veem a bogatirka como uma evolução dos capuzes cônicos basliques, usados pelos militares russos desde meados do século XIX.

## Adoção durante a guerra civil
Durante a guerra civil russa, as tropas comunistas, que não tinham a obrigação de cumprir os padrões de uniforme do exército imperial russo, usavam bogatirkas por serem abundantes e distintivos. Bogatirkas eram comumente decoradas com estrelas vermelhas, como uma marca distintiva. Tais decorações eram muitas vezes improvisadas, mas depois foram padronizadas, e um distintivo de estrela passou a ser costurado na frente do chapéu, normalmente vermelho, mas em alguns casos azul (para cavalaria) e preto (para artilharia). Isso permitiu que os comunistas se utilizassem da imagem de "bogatirs vermelhos" lutando contra o antigo e corrupto sistema russo, apoiando-se na ideia original de Vasnetsov. Após o estabelecimento da União Soviética, o chapéu acabou chamado budiónovka em homenagem a Semion Budionni, o comandante do Primeiro Exército de Cavalaria, porque ele era particularmente popular dentre unidades de cavalaria. Também foi chamado de Frunzenka em referência a Mikhail Frunze, um dos líderes do exército bolchevique.
O modelo inicial com a ponta alta foi substituído por um modelo mais prático de ponta baixa em 1927. Uma versão de verão também existia, feita de pano mais leve e sem abas.

## Uso pelas forças soviéticas
O chapéu não fez parte do uniforme do Exército Vermelho por muito tempo, por razões políticas e práticas. Embora fosse relativamente fácil de produzir, exigia lã cara, não fornecia uma boa proteção contra o frio e não podia ser usado sob um capacete. Outra razão era que pertencia ao período revolucionário da história russa, no qual a expressão artística e política tinha estado sob controle menos rigoroso do Estado. Foi abandonado durante as reformas do exército de meados da década de 1930 e a retirada gradual começou em 1935. Budiónovkas permaneceram em uso durante a Guerra de inverno de 1939, e o fracasso desastroso dos equipamentos soviéticos levou à introdução de uniformes de inverno melhorados. No Exército Vermelho, em particular, a budiónovka foi totalmente substituída no início da Grande Guerra Patriótica em 1941, mas permaneceu em uso por partisans soviéticos.
A budiónovka sendo usada pela cavalaria do Exército Vermelho se tornou uma imagem cultural icônica da guerra civil russa, juntamente com a tachanka, o revólver Nagant, o Mauser C96, e a arma Maxim. Budiónovkas estilizadas foram populares dentre as crianças até os últimos tempos da União Soviética.

## Galeria

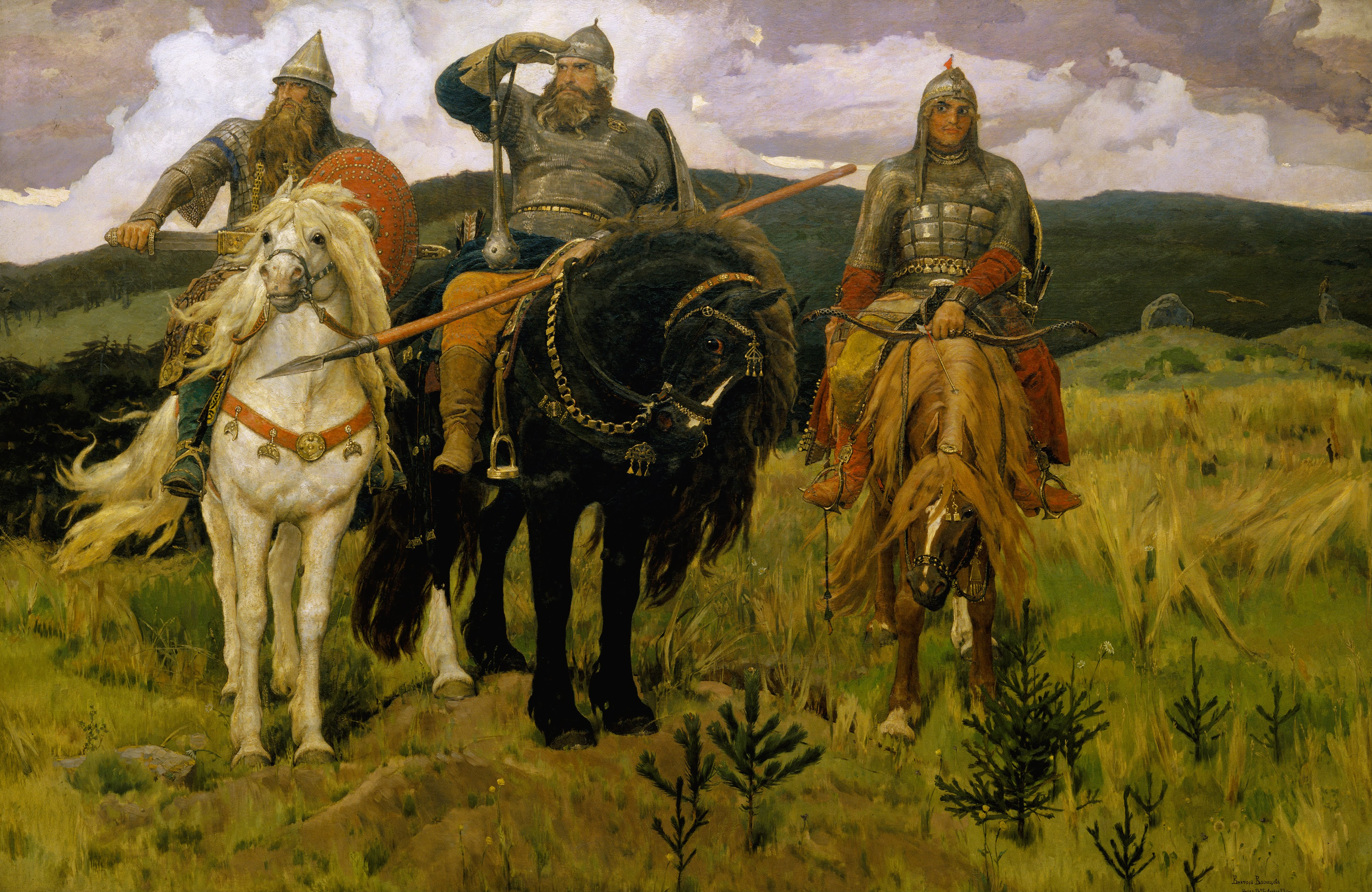
Bogatirs, de Vasnetsov, cujos capacetes inspiraram a budiónovka.
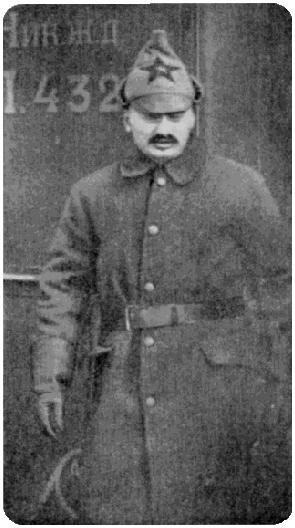
Leon Trotsky vestindo uma budiónovka durante a guerra civil russa.
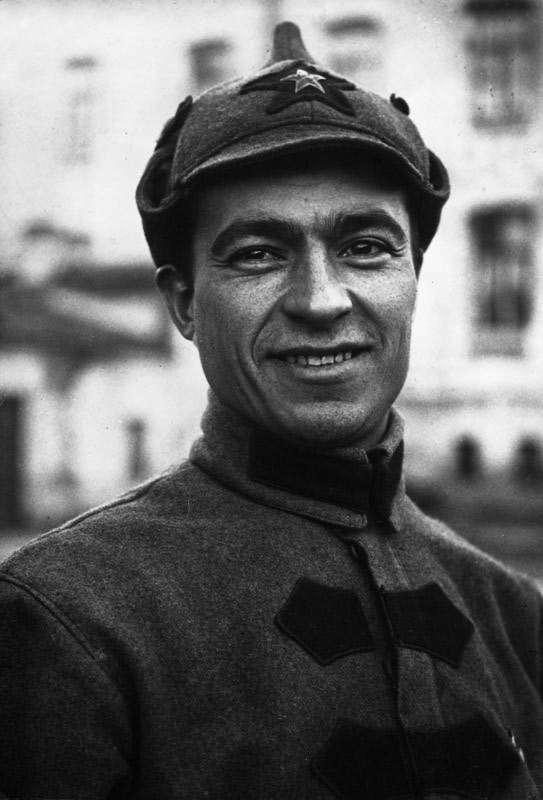
Um soldado do Exército Vermelho usando uma budiónovka, em 1926.
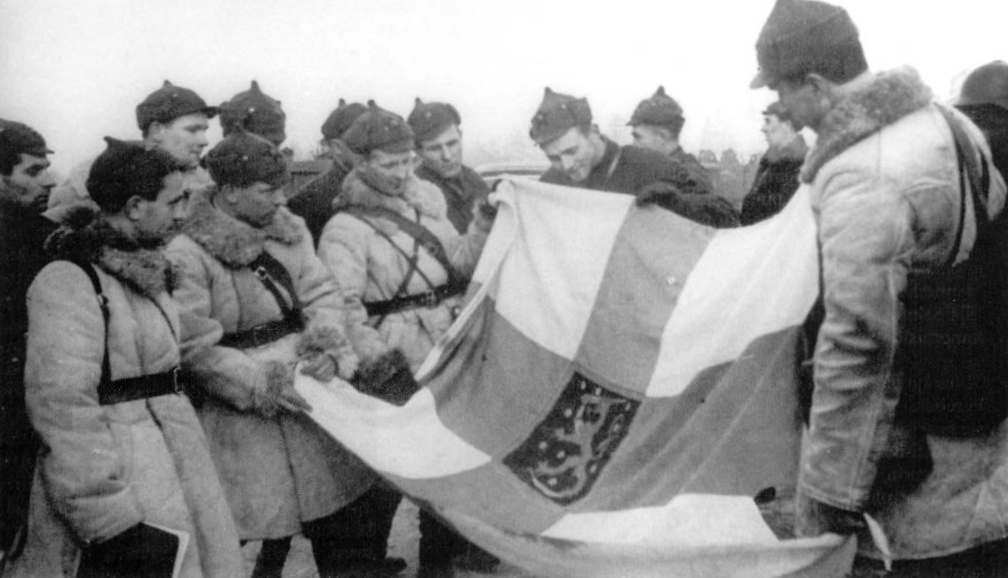
Soldados do Exército Vermelho em Budyonovka.(Inverno de 1940).
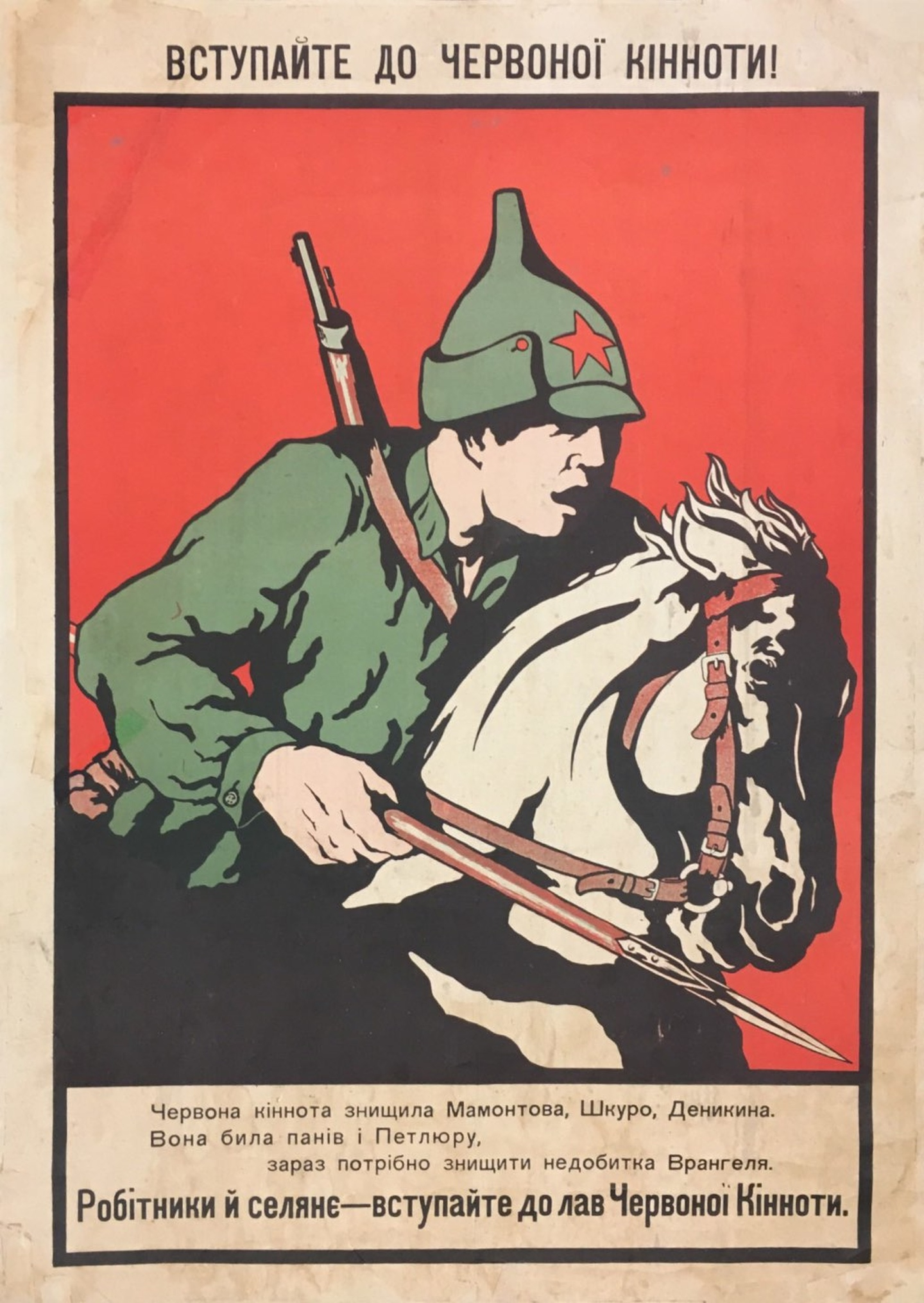
"Junte-se à cavalaria vermelha!", cartaz da RSS Ucraniana, 1920.